# Списък на тираните на Сицилия
Списък на тираните на Сицилия

## Акрагас
- Фаларис (ок. 570–555 пр.н.е.)
- Емениди, владетелска фамилия
  - Терон (ок. 488–473/472 пр.н.е.)
  - Тразидайк (473/472–472 пр.н.е.), син на Терон, победен от Хиерон I
- Финтиас (289–279 пр.н.е.)

## Гела
- Клеандър (ок. 505–500 пр.н.е.)
- Хипократ (ок. 500–491 пр.н.е.)
- Диномениди, владетелска фамилия
  - Гелон (491–485 пр.н.е.)
  - Хиерон I (485–478 пр.н.е.), брат на Гелон
  - Полизал (478–??? пр.н.е.), брат на Гелон и Хиерон

## Химера
- Терил (???–483 пр.н.е), изгонен от Терон

## Леонтинои
- Панаитиос (ок. 600–??? пр.н.е.), първият тиран на Сицилия

- Хикетас († 338 пр.н.е.)

## Сиракуза

### Стари тирани
- Диномениди, владетелска фамилия
  - Гелон (485–478 пр.н.е.)
  - Хиерон I (478–466 пр.н.е.), брат на Гелон
  - Тразибул (466 пр.н.е.), брат на Гелон и Хиерон, изгонен от народа

### Млади тирани
- Дионисий I (405–367 пр.н.е.)
- Дионисий II (367–357 пр.н.е. и ок. 347–344 пр.н.е.), син на Дионисий I
- Дион (357–354 пр.н.е.), зет на Дионисий I
- Хипарин (353–351 пр.н.е.), син на Дионисий I
- Нисей (351–347 пр.н.е.), син на Дионисий I

### По-късни монарси
- Агатокъл (317–289 пр.н.е.)
- Хикет (289–280 пр.н.е.)
- Хиерон II (270–215 пр.н.е.)